# Reino da Herécia
O Reino da Herécia (em georgiano: ჰერეთის სამეფო; romaniz.: heretis samepo), também Reino de Xaqui, Reino da Albânia, Reino Gargar, foi um reino medieval existente na região do Cáucaso, próximo da Albânia. Seu território, atualmente, corresponde ao canto sudeste da Geórgia (região da Caquécia) e uma parte dos distritos do noroeste do Azerbaijão.
De acordo com relatos tradicionais, o nome da província era oriundo dos Heróis lendários patriarcais, como o filho de Tárgamo, que fundou a cidade de Herécia (mais tarde conhecido como Coranta) no Rio Alazani.

## Nome
Nas fontes armênias e bizantinas, o reino de Xaqui é tradicionalmente apresentado como o "reino da Albânia", e nas fontes georgianas como o "reino dos Herécia". O pesquisador georgiano David Levan Muskhelishvili acredita que “os georgianos derivaram o nome deste reino em nome de seus vizinhos mais próximos, a antiga tribo albanesa dos Ers, e os árabes - em nome da capital, a cidade de Xaqui. Os armênios e bizantinos o chamavam assim porque surgiu no território do antigo reino albanês ". Nas fontes árabes o reino é conhecido como o "reino de Xaca". Junto com isso, David Levan Muskhelishvili observa que “ ... fontes georgianas às vezes também usam o termo Shaki, em vez do termo Hereti ”. “Antes do século X, não encontramos nenhuma informação sobre o Principado de Eret em fontes georgianas ”. Em “Ashkharatsuits” de Vardanes de Arevel, este reino albanês, que surgiu no antigo território de povoamento dos gargares, é denominado “Gargária”.

## Antecedentes
A área foi habitada em tempos mais antigos por Hers, Sujes, Tchilbes e Lebins. Coletivamente chamados de herécios, essas tribos caíram sob o domínio da Albânia. O Reino de Herécia foi povoado por albaneses (não se deve confundir com os atuais albaneses da República da Albânia, no leste da Europa), caucasianos do Daguestão, armênios, persas e georgianos. Tinham prósperas cidades que mantinham comércio com a Pérsia e Armênia.
Com o seu declínio, a área foi gradualmente incorporada no Reino da Ibéria, formando um de seus ducados (saeristavo) no século V, e seus habitantes foram finalmente assimilados aos georgianos. Foi quando o nome "Herécia" apareceu pela primeira vez nas escritas georgianas. Como recompensa pela contribuição na luta contra os ocupantes árabes, a Ibéria deu Herécia à família nobre Bagrationi entre 740 e 750. Os senhores feudais herécios estenderam seus feudos e, em 787, estabeleceram um principado independente (Samtavro) com capital em Shaki.

## História
Seu primeiro governante registrado, Sal Simbaciã, massacrou a família real albanesa caucasiana (Mirrânidas) em 822 e declarou-se "Xá de Arrã", bajulando o califado ao trair o zoroastriano Pabeco, o Curramita, ele foi reconhecido como o governante de Arrã. Mais tarde, Sal despertou a desconfiança árabe, foi preso e enviado para Bagdá; ele foi sucedido por seu filho Adanarses I e pelo neto, Gregório Hamã. O principado ganhou força e prestígio significativo em 893, permitindo ao príncipe Gregório Hamã ser coroado rei.
Alarmado com o crescente poder do reino da Herécia, Círico I (r. 892–918), o governante do principado vizinho da Caquécia, aliou-se com o rei Constantino III da Abecásia e, em 915, atacou o rei Adanarses II Patrício (r. 897–943). Os aliados ocuparam e dividiram o reino, mas por um curto período de tempo, já que Adanarses Patrício logo reconquistou o que havia sido perdido. Já sob o reinado de Iscanique (943-951), Herécia foi forçada a reconhecer a supremacia do vizinho mais forte, Principado de Dailã, governado pela dinastia salárida (Azerbaijão iraniano). Em 950, Iscanique aproveitou a amarga luta pelo poder na dinastia salárida, e deixou de pagar tributos ao principado vizinho, efetivamente restaurando a sua independência. De acordo com As Crônicas Georgianas, a rainha Dinar, durante o reinado de seu filho Iscanique, converteu Herécia à confissão Ortodoxa e abandonou a confissão Ortodoxa Oriental no século X.
O próximo governante herécio, João Senaquerim (951-959), adicionou ao reino o antigo reino albanês e o leste da atual Geórgia, uma área montanhosa conhecida como Tzanária. Após sua morte, Círico II tornou-se rei, governando até sua morte, em 976. A área, em seguida, foi disputada entre o seu sucessor, Davi (976-1010), e o rei georgiano Pancrácio III, que procurou reunir todas as terras georgianas em uma única monarquia. O próximo governante caquécio, já intitulado como o rei Círico III, o Grande (r. 1010–1037) finalmente absorveu Herécia em seu reino, na década de 1020. Quando o rei georgiano Davi, o Construtor trouxe o reino para o seu controle em 1104, Herécia tornou-se um ducado dentro do reino georgiano. O controle georgiano da Herécia foi interrompido pelo Império Corásmio, que mais tarde culminou no Ilcanato. A monarquia da Geórgia foi unificada em 1466, e Herécia passou aos domínios da coroa novamente. Posteriormente, o nome do próprio antigo reino desapareceu gradualmente a partir dos registros históricos e uso público, em parte devido às regras safávidas, afexáridas e otomanas.

## Governantes de Herécia
- Sal Simbaciã (815–840) - Iscano;
- Adanarses (840–865) - Iscano;

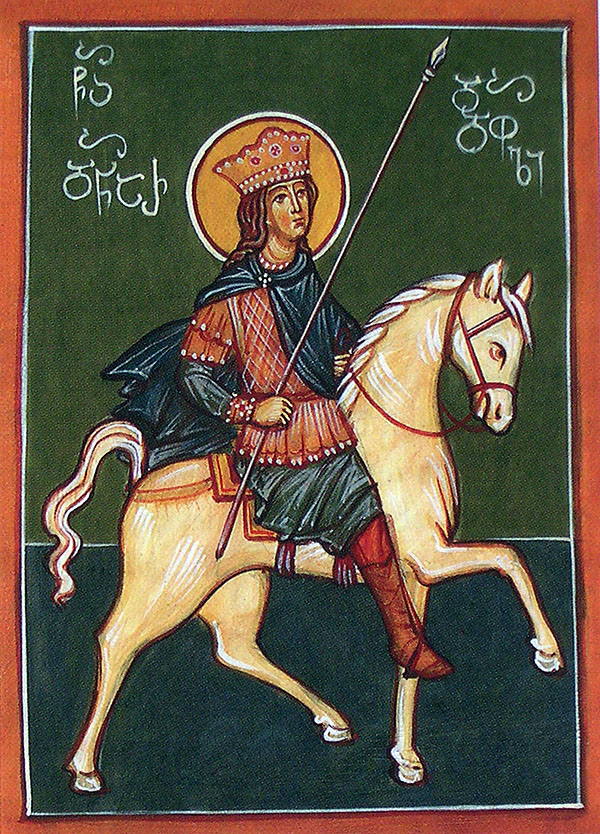
Rainha Dinar

- Gregório Hamã (865–897) - Iscano, rei desde 893;
- Adanarses II (897–943) - Rei;
- Iscanique (943-c. 962) - Rei;
- João Senaquerim (c. 965–995) - Rei dos Sanares;
- Dinar (c. Década de 1010) - Rainha.

## Galeria

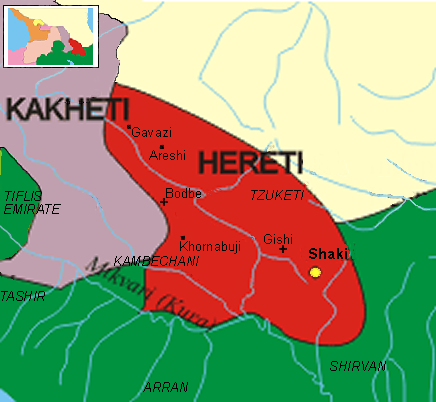
Reino da Herécia (950)
Mapa do Reino de Herécia, segunda metade do séc. X.
Transcaucásia no séc. XI.
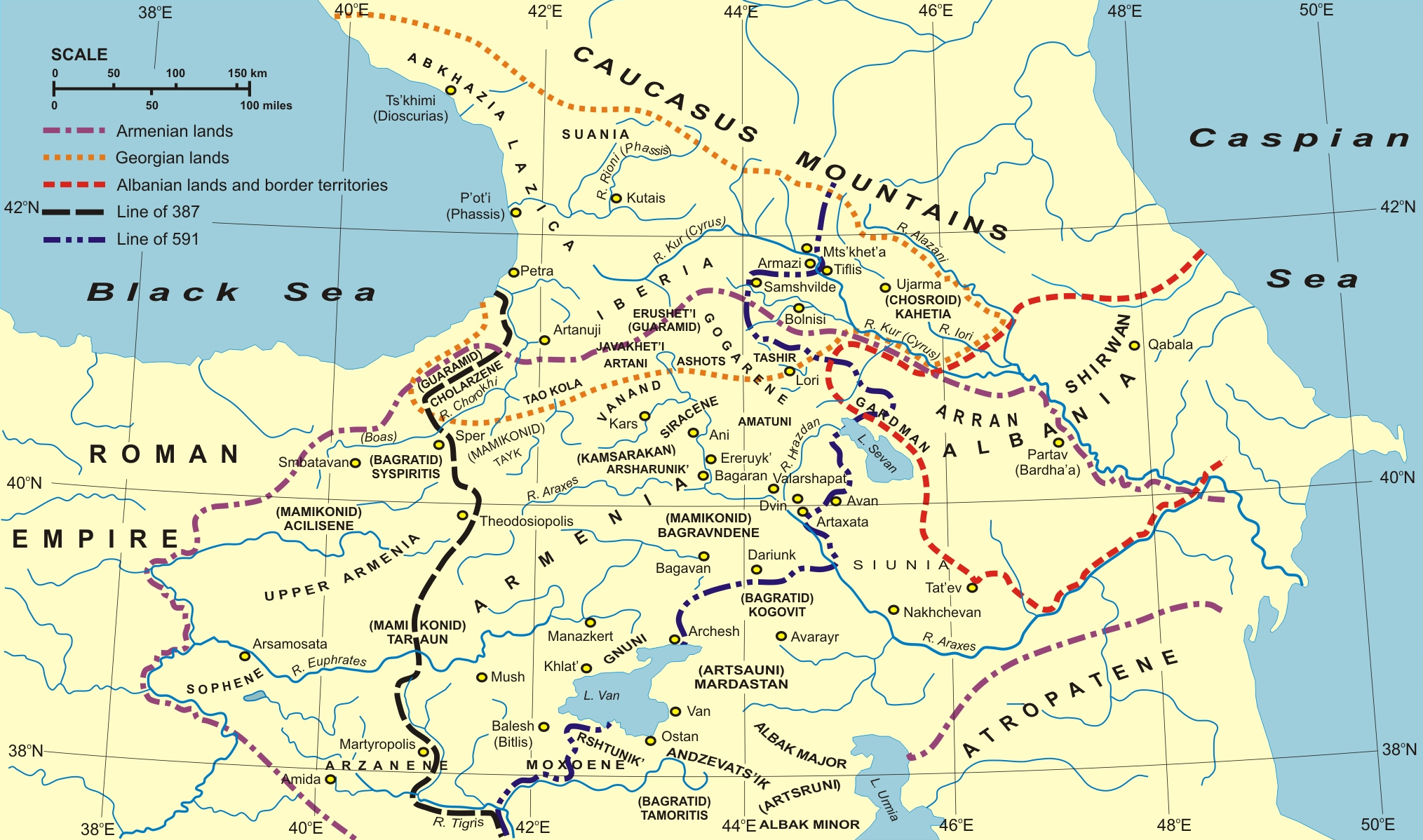
Antigos países da Transcaucásia
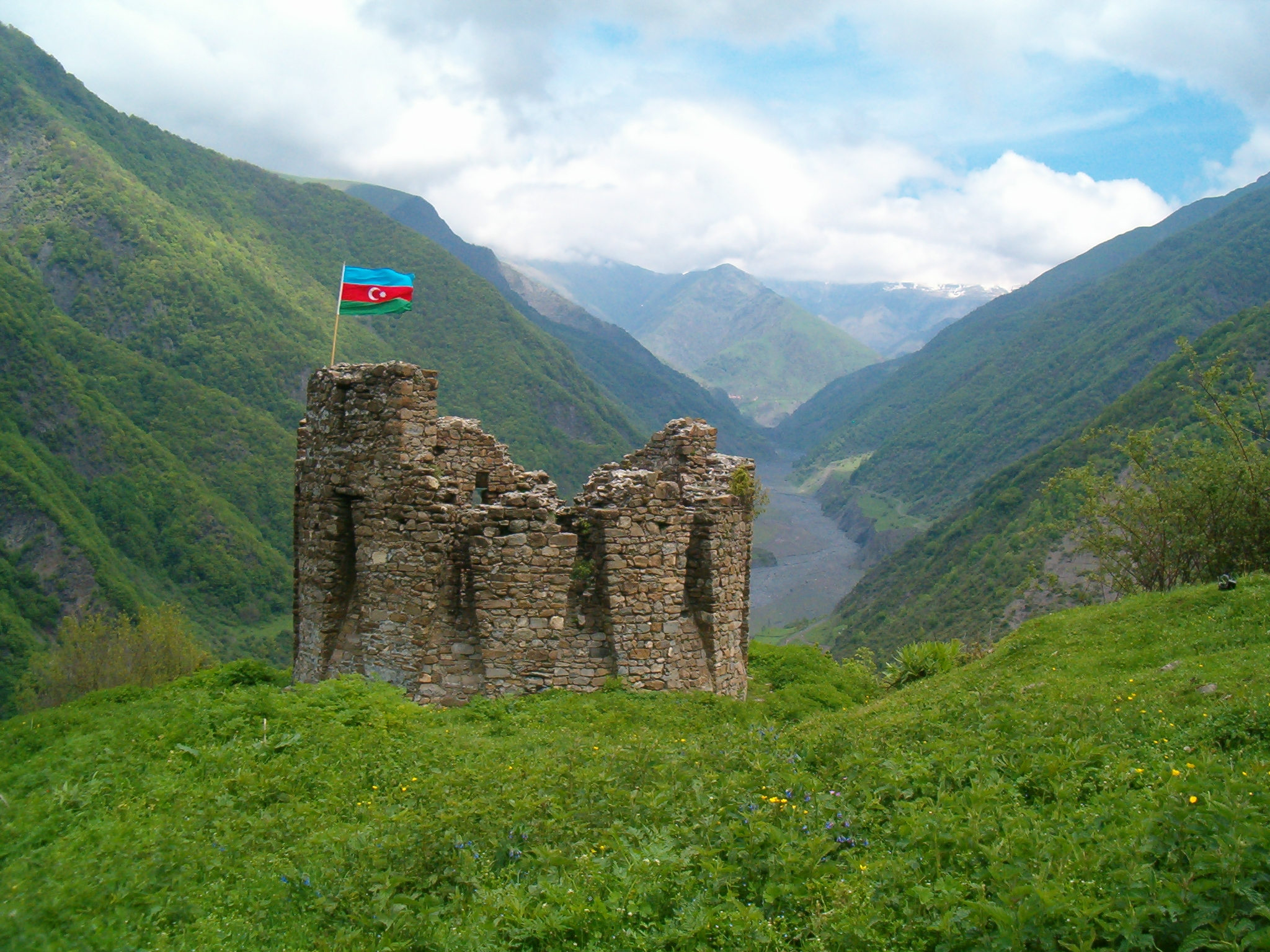
Área fronteiriça entre Azerbaijão e Geórgia. O Reino da Herécia incorporava território dos dois países